# Hanno
Hanno ist ein männlicher Vorname, der auch als Familienname auftritt.

## Herkunft und Bedeutung
Die Bedeutung liegt in den semitischen Sprachen bei "Günstling, Gesegneter",vgl. dazu "Hannibal" oder auch "Johannes" ("Der Herr ist gnädig). Die früheste Verwendung des Namens Hanno findet sich bei der Kultur der Karthager im 5. Jahrhundert v. Chr. Zahlreiche Einzelpersonen aus Karthago trugen diesen Namen, so zum Beispiel der Feldherr Hanno der Große. 
Im Deutschen stammt Hanno vermutlich vom Namen Johannes ab und ist die (ost-)friesische Verkleinerungsform. Diese Verwendung des Namens kann allerdings frühestens nach der Christianisierung im Frühmittelalter aufgetreten sein.
Namenstag ist am 24. Dezember am Todestag von Hanno dem Heiligen, Bischof von Worms.

## Namensträger

### Einzelname
- Hanno der Seefahrer († um 440 v. Chr.), karthagischer Admiral
- Hanno der Große (in der zweiten Hälfte des 3. Jahrhunderts v. Chr.), karthagischer Heerführer
- Hanno (Sohn des Bomilkar), in der zweiten Hälfte des 3. Jahrhunderts v. Chr. lebender karthagischer Feldherr
- Hanno (Architekt), punischer Architekt
- Hanno (Elefant) (1510–1516), Lieblingstier von Papst Leo X.
- Hanno (Worms) († 978), Bischof zu Worms
- Anno II. (auch Hanno von Köln; um 1010–1075), Erzbischof von Köln

### Vorname
- Hanno Bachmann (* 1967), deutscher Politiker (AfD)
- Hanno Balitsch (* 1981), deutscher Fußballspieler
- Hanno Beck (Geograph) (1923–2018), deutscher Geograph und Geographiehistoriker
- Hanno Beck (Volkswirt) (* 1966), deutscher Journalist und Volkswirt
- Hanno Behrens (* 1990), deutscher Fußballspieler
- Hanno Benz (* 1972), deutscher Kommunalpolitiker (SPD)
- Hanno Berger (* 1951), deutscher Finanzanwalt
- Hanno Blaschke (1927–2017), deutscher Sänger (Bariton) und Hochschullehrer
- Hanno Brühl (1937–2010), deutscher Fernsehregisseur
- Hanno Busch (* 1975), deutscher Gitarrist
- Hanno Charisius (* 1972), deutscher Biologe und Wissenschaftsjournalist
- Hanno Coldam (1932–1992), deutscher Dompteur
- Hanno Deutz (* 1953), deutscher Tischtennisspieler
- Hanno Günther (1921–1942), deutscher Widerstandskämpfer
- Hanno Hahn (1922–1960), deutscher Kunsthistoriker und Architekturforscher
- Hanno Helbling (1930–2005), Schweizer Schriftsteller, Übersetzer und Redakteur
- Hanno Huth (* 1953), deutscher Filmproduzent
- Hanno Koffler (* 1980), deutscher Schauspieler
- Hanno Krause (* 1964), deutscher Politiker (CDU), Bürgermeister von Kaltenkirchen
- Hanno Lentz (* 1965), deutscher Kameramann
- Hanno Loewy (* 1961), deutscher Literatur- und Medienwissenschaftler und Publizist
- Hanno Möttölä (* 1976), finnischer Basketballspieler
- Hanno Pöschl (* 1949), österreichischer Schauspieler
- Hanno Prettner (* 1951), österreichischer Modellflugweltmeister
- Hanno Rauterberg (* 1967), deutscher Journalist, Kritiker und Autor
- Hanno Rinke (* 1946), deutscher Schriftsteller, Komponist und Filmemacher
- Hanno Rumpf (1958–2019), deutsch-namibischer Politiker (SWAPO) und Diplomat
- Hanno Sahlmann, deutscher Physiker
- Hanno Selg (1932–2019), sowjetischer Moderner Fünfkämpfer und estnischer Hochschullehrer
- Hanno Settele (* 1964), österreichischer Journalist
- Hanno Thurau (1939–1992), deutscher Schauspieler

### Familienname
- Andreas Meyer-Hanno (1932–2006), deutscher Regisseur, Hochschullehrer und Schwulen-Aktivist
- Carl von Hanno (1901–1953), norwegischer Maler
- Eva von Hanno (* 1945), norwegische Schauspielerin
- Hans Meyer-Hanno (1906–1945), deutscher Schauspieler
- Ingeborg von Hanno (1897–1969), Hofdame von Königin Maud von Norwegen
- Irene Meyer-Hanno (1899–1983), deutsche Pianistin und Klavierlehrerin
- Lillemor von Hanno (1900–1984), norwegische Schauspielerin und Autorin
- Morten von Hanno Aasland (* 1955), norwegischer Diplomat
- Otto von Hanno (1891–1956), norwegischer Illustrator und Maler
- Rigmor von Hanno (1919–1970), norwegische Bildhauerin, Architektin und Künstlerin
- Tertit von Hanno Aasland (* 1928), norwegische Politikwissenschaftlerin
- Wilhelm von Hanno (1826–1882), deutsch-norwegischer Architekt, Bildhauer, Maler und Grafiker

### Cognomen
- Gaius Atilius Hanno, antiker römischer Toreut